# Pleurosicya
Pleurosicya es un género de peces de la familia de los Gobiidae en el orden de los Perciformes.

## Especies
Las especies de este género son:
- Pleurosicya annandalei Hornell & Fowler, 1922
- Pleurosicya australis Larson, 1990
- Pleurosicya bilobata (Koumans, 1941)
- Pleurosicya boldinghi Weber, 1913
- Pleurosicya carolinensis Larson, 1990
- Pleurosicya coerulea Larson, 1990
- Pleurosicya elongata Larson, 1990
- Pleurosicya fringilla Larson, 1990
- Pleurosicya labiata (Weber, 1913)
- Pleurosicya larsonae Greenfield & Randall, 2004
- Pleurosicya micheli Fourmanoir, 1971
- Pleurosicya mossambica Smith, 1959
- Pleurosicya muscarum (Jordan & Seale, 1906)
- Pleurosicya occidentalis Larson, 1990
- Pleurosicya plicata Larson, 1990
- Pleurosicya prognatha Goren, 1984
- Pleurosicya sinaia Goren, 1984
- Pleurosicya spongicola Larson, 1990